# Campbellton, Florida
Campbellton är en ort i Jackson County i delstaten Florida, USA.